# Lorentz Lous
Lorentz Lous (1678 – 1741) var en dansk navigationsdirektør.
I 1705 var Københavns Skipperlav blevet utilfreds med den daværende navigationsdirektør Anders Mikkelsen, fordi han havde nægtet at undervise børn af fattige familier. Lavet sluttede derfor i 1706 kontrakt med navigationsmester Lorentz Lous, der også fik bolig i skipperhuset. Lous skulle foruden undervisningen af de fattige børn efter 25. januar 1707-lavsartiklerne hver tirsdag og torsdag eksaminere eventuelt fremstillede skippere og styrmænd.
Lous' første periode varede kun kort holdt kun kort tid, for omkring 1710 blev han afskediget, men der er ikke i kilderne omtalt nogen efterfølger før efter Lous død i 1741, hvorfor man formodentligt er kommet overens om en aflønningsform, så Lous i hele perioden har udført i hvert fald eksaminationen af skippere og styrmænd. Bestemmelsen om eksaminationen går igen i kongens befaling til søkadetterne fra 1705, hvor forordningen påbyder navigationsdirektøren at eksaminere alle søkadetterne, førend de kunne blive udnævnt til løjtnanter.
Lous var fra 1709 været medhjælpende lærer for professor Jørgen Dinesen Oxendorph på Søakademiet. Lous blev navigationsdirektør i 1715, tre år efter Dinesens død.
Han var gift med Ambrosie f. Brinck (død 1773) og fader til Andreas og Christian Carl Lous.